# 석면

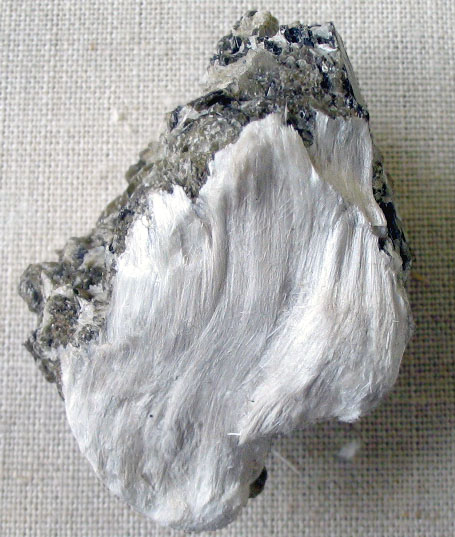
백운모에 얹힌 석면 섬유의 모습.

석면(石綿, 문화어: 돌솜, 돌섬유) 또는 석융(石絨)은 자연계에서 존재하는 섬유상 규산광물의 총칭으로써, 화학구조가 수정 같은 구조를 가지는 섬유성 무기물질을 말하며, 사문석이나 각섬석이 섬유질 형태로 변화된 천연 섬유이다.
섬유를 위상차 현미경으로 관찰할 때 길이 5 µm 이상이고 Aspect Ratio (길이 대 폭의 비) 3:1 이상인 입자상 물질로 정의하였다. 석면 섬유 한 가닥의 굵기는 대략 머리카락의 5000분의 1 정도이다.
내구성, 내열성, 내약품성, 전기 절연성 등이 뛰어나고 값이 싸서 건설 자재, 전기제품, 가정용품 등 여러 용도로 널리 사용되었다.
그러나 석면은 세계보건기구(WHO) 산하 국제암연구소(IARC) 지정 1군 발암물질로 호흡을 통해 그 가루를 마시면 20년에서 40년의 잠복기를 거쳐 폐암이나 석면폐, 늑막이나 흉막에 암이 생기는 악성 중피종을 일으킬 위험이 있다. 특히 국제암연구소(IARC)는 석면이 함유된 탈크(활석)도 1급 발암물질로 지정하고 있어 문제의 심각성이 크다. 대한민국 시골에서 석면 슬레이트 지붕도 아직도 사용하고 있다.
최근 대한민국에서 화장품, 베이비파우더 등에서 석면활석이 검출되어 논란이 되고 있고, 그 위험성 때문에 2009년 1월 1일부터 <석면안전관리법> 시행에 의해 석면이 0.1% 이상 함유된 건축자재 등의 제품은 제조, 수입, 사용이 전면 금지되었다.

## 어원

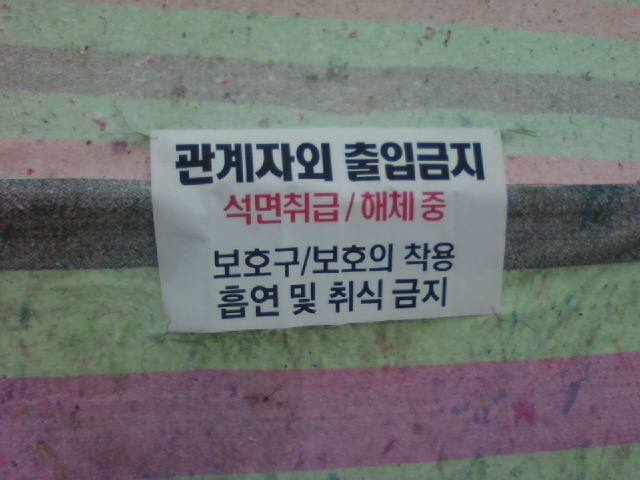

석면의 어원은 그리스어에서 유래되어 영어에서 말하는 '불멸의 물건' 즉, A=not, sbestos=quenchable(멸하다)가 합쳐져서 Asbestos가 되었다.

## 사용 역사
- 고대 그리스 - 아테네의 신전 안에서 금램프(등불)의 심지로 사용되었고 로마 웨스터 신전의 ‘영원의 불’의 심지를 만들었다.

더욱이 냅킨, 여성의 머리 장식, 상류계급의 의복, 황족(皇族)의 시의(屍衣)등에도 사용되었다. 기원 77년에 로마에서 완성된 서양 최초의 백과사전인 박물지(博物誌) 프리니우스편에는 타기 어려운 린네르가 발명되어 살아 있는 린네르로 불리고 있다.
- 석기시대 - 수단과 케냐에서 사용한 흔적이 있다. 기원전 2500년에 핀란드에서는 석면의 존재를 인식하고 있었다.
- 산업혁명 이후 ~ 2차 세계 대전 이전 - 석면의 방적법이 개량되어 석면포, 석면지가 대량생산되었다. 1862년 런던 만국박람회에는 캐나다산 석면원석이 전시되었고, 1877년 캐나다의 퀘벡 지방과 남아프리카에서 대광맥이 발견되었다. 특히 전쟁에서 필요한 군함, 전차, 군용기 등이 두꺼운 단열재를 필요로 하고, 방독마스크가 필터용 청석면을 필요로 하였기 때문에 석면산업의 호황을 가져다 주었다.
- 2차 세계 대전 - 한국에서 석면이 공업용으로서 대량으로 사용되었던 제 1시기가 바로 일본에 의한 것이며, 그들이 일으킨 전쟁에 의한 결과라는 것을 알 수 있다. 공업용 원료로서 석면이 가진 특성이 밝혀 진 것이 20세기 초로, 석면은 이때부터 건설에서 자동차의 제조에 이르기까지 3,000여 종류에 달하는 공업제품에 사용되어 왔다. 제2차 세계대전중에 일본은 이러한 공장에 강제로 끌고 온 조선인 징용자와 특히 소년 소녀들까지도 희생의 제물로 삼았다.[1]
- 현대 - 1966년 세계 석면 생산량은 2백 8십만 톤에 이르렀고 1975년에는 5백 2십만 톤으로 증가했다. 석면의 산출은 러시아와 캐나다가 가장 많은 것으로 알려져 있다.[2]

## 종류
석면은 광물학의 분류에 따라 사문암계와 각섬석계로 나뉜다.
- 사문석계
  - 백석면(Chrysotile): {\displaystyle {\ce {3MgO.2SiO2.2H2O}}}
- 각섬석계
  - 갈석면(Amosite): {\displaystyle {\ce {(Fe,Mg)SiO3,1\!-5pct\;H2O}}}
  - 청석면(Crocidolite): {\displaystyle {\ce {Na.Fe(SiO3)2.FeSiO3*H2O}}}
  - 양기석석면(Actinolite): {\displaystyle {\ce {Ca(Mg,Fe)3(SiO2)4*H2O}}}
  - 직섬석석면(Anthophylite): {\displaystyle {\ce {(Mg,Fe)7Si8O22(OH)2}}}
  - 투각섬석면(Tremolite): {\displaystyle {\ce {Ca2Mg3Si8O22(OH)2}}}

## 분석과 농도측정
석면은 천연의 광물이므로 결정구조를 조사한다.
- 함유여부 또는 그 종류의 분석은 X선회절이나 편광현미경으로 분석한다. 일반적으로는 400배로 확대하여 길이 5 µm 이상의 섬유의 숫자를 센다.
- 공기중의 석면분진농도의 측정은 펌프로 공기를 흡인하여 투과지에 부착한 분진을 조사한다.
- 일본의 경우 환경청의 법규정으로 위상차현미경을 사용하여 섬유농도를 세어본다.

## 역할과 용도
- 건축재료(90%) - 이 중 50%는 석면슬레이트(slate)[3]를 제조. 나머지는 건재, 지붕, 외벽, 칸막이, 내장재로 사용.
- 차량 부품의 재료(6.5%) - 자동차의 브레이크 라이닝(brake lining)[4], 클러치펜싱 등
- 기계(2%) - 산업기계, 토목건설기계, 크레인, 공작기계 등
- 화학설비(0.6%) - 내열, 내산, 내알카리 부문
- 수도(0.4%) - 상수도(석면이 수질에 미치는 영향 때문에 현재에는 거의 사용되고 있지 않다.), 간이수도, 농업용수, 공업용수
- 선박 공업(0.1%) - 선박, 전기절연, 내열재료 부문
- 산업기계관계(0.1%) - 보일러, 굴뚝, 방화벽
- 기타 (0.3%)

### 건축용 자재
1982년 영국의 Joseph Aspdin에 의해 오늘날 시멘트 제조공법이 개발된 이래로 시멘트를 응용한 많은 건축자재들이 개발되었으며 석면 시멘트의 건축자재는 강도보완 및 우수한 물 흡수력과 윤활성으로 압출 시 제품 표면을 매끄럽게 하며 생산성을 높여 주는 역할을 한다. 또한 불연성, 단열성, 내구성, 절연성이 뛰어나 소비량의 약 80%를 건축분야에서 활용하고 있다.
주요 건축자재 용도로는
1. 마감재: 장식, 음향조절, 방화용으로 벽과 천장에 분사 또는 미장바름으로 사용하고 철골부재에 내화피복으로 사용
2. 단열 및 보온재: 급수관, 증기관, 덕트, 보일러 및 온수탱크에 보온재로 사용
3. 기타수장재: 비닐석면 바닥타일, 천장타일, 시멘트판, 벽판, 지붕용 골슬레이트 등으로 사용
4. 기타: 배관공사의 플랜지이음에서의 가스켓, 석면시멘트관[5],고온물질 취급용장갑 및 방석등
  1. 목조 건물: 지붕에 사용하는 기와에 사용하는데, 석면과 시멘트를 섞어서 굳힌 다음에 표면을 착색하여 만듦
  2. 비목조 건물: 철골이 열에 의하여 휘어지거나 녹는 것을 예방하기 위하여 내화 피복재로 사용함

### 차량용 부품
브레이크라이닝에는 석면이 포함되어 있으며 현재 비석면 브레이크라이닝이 생산되고 있으나 가격이 높아서 아직 석면이 사용되고 있다.

## 산출

### 생산지
석면은 러시아, 캐나다, 남아프리카 등에서 세계의 총 생산량의 80% 이상을 산출하고 있으며 그 외에 중국, 이탈리아, 그리스, 짐바브웨, 미국 애리조나주, 스위스에서도 생산하고 있다. 연간 사용량을 보면 1970년부터 1980년까지는 년간 500만톤, 현재는 년간 400만 톤이 사용되고 있다.

### 충주댐석면
2015년 충주댐 인근의 돌로마이트에서 자연적으로 생성된 석면 광맥이 무더기로 산출되어 식수원인 남한강에 대한 우려가 제기되었다. 충주댐 일대의 지질은 옥천 누층군 계명산층, 향산리 돌로마이트질 석회암층, 대향산 규암층, 문주리층과 이를 관입한 백악기 흑운모 화강암 등이 분포한다. 석면을 함유한 돌로마이트는 이를 관입한 화강암의 열수 변질작용을 받아 방해석, 투각섬석, 양기석, 투휘석, 활석, 석영 등의 광물이 있는 돌로마이트질 석회암이 형성되었다. 석면은 주로 각섬석계 석면이며 층리면을 따라 수 밀리미터~센티미터 단위로 산출된다. 돌로마이트가 석면 광물로 변성 받으려면 다수의 석영과 규질 유입이 필요한 바, 이상희(2017)는 향산리 돌로마이트질 석회암층 자체가 석영을 포함하고 화강암 관입 시 마그마내부의 규질 성분이 있고 향산리 돌로마이트질 석회암층 위의 대향산 규암층에서도 규질 성분의 유입이 가능해 활석 및 석면 성분이 많은 것으로 판단했다.

### 2000년대의 주요 소비국가
현재 유럽, 일본, 대한민국 등은 석면 사용이 금지되어 있다. 그러나 미국, 중화인민공화국, 인도, 러시아, 브라질, 짐바브웨, 카자흐스탄, 타이, 우크라이나, 이란, 인도네시아, 중화민국 등은 여전히 석면을 사용하고 있다.

## 건강 문제

### 발병원인과 병명
미국 산업안전 보건청(OSHA)이 제시한 인체에 암을 일으키는 것이 확실한 1급 발암물질 27종 중 하나이다.
종류에 따라 유해성의 차이가 있는 것으로 발견되었는데 백석면보다는 황석면이 강하고 황석면보다는 청석면이 더 강하며, 청석면과 황석면은 백석면보다 날카롭고 유해하다.
석면 먼지를 마시게 되면 일단 암에 걸릴 가능성을 안게 된다. 석면의 튼튼한 물성상 절대 빠지지도 녹지도 않은 채 평생 몸 안에 머무르면서 조직과 염색체를 손상시켜 암을 일으킨다. 따라서 몸속에 석면먼지가 들어오면 10~30년의 잠복기를 거쳐 대부분 암으로 이어진다. 석면을 20년 이상 취급한 사람의 폐암 발생률은 취급하지 않은 사람보다 10배나 높으며, 담배를 피우는 사람이 석면 먼지에 오염된 환경 속에서 지내면 비흡연자보다 폐암에 걸릴 확률이 40배가 되는 것으로 알려져 있다.
특히 몸에 들어온 석면 먼지가 조직을 뚫고 늑막이나 복막까지 들어가 일으키는 암인 중피종은 대부분 진단을 받고 1년 안에 사망하는 무서운 병이다. 다른 석면에 의한 질환은 석면폐(asbestosis), 폐종양(lung cancer), 양성 늑막질환(benign pleural disease), 늑막판(pleural plaque), 늑막액(pleural effusion), 악성중피종(malignant mesothelioma)등이 있으며 최근에는 장관계의 암과 인두후암, 유방암, 난소암, 신장암, 췌장암, 부고환암, 임파선암을 유발한다는 보고가 있어 대부분의 종류에 있어 사용 규제 대상이 되고 있다.

### 석면폐
대량의 석면을 장기간 마시게 되면 폐가 섬유화되어 석면폐(아스베스토폐)라는 병이 발병한다. 이것은 분진에 의한 병으로 진폐의 일종으로 일에 관계없이 석면을 마시고 있지 않아도 잠복기간이 지나면 호흡곤란을 일으켜 죽음으로 간다. 아직 치료법이 알려져 있지 않다.

### 석면의 잠복기간
석면을 마셔도 금방 발병이 되는 것이 아니며 긴 잠복기간을 거쳐서 발병한다. 마신 양에 따라 다르지만 석면폐는 8년에서 25년 정도이며 폐암이나 악성중피종은 18년에서 40년 정도의 잠복기간이 있다. 마신 석면이 천천히 작용하여 어느 날 갑자기 자각증상이 나타나는 것이다.

### 위험성과 관련법규

#### 건축자재
약 8년이 지나면 석면 분진을 방출하게 된다. 건물을 해체할 때 석면 분진이 대기중으로 방출되지 않도록 해야 한다.
- 대한민국 노동부는 조기 사용금지 계획 대상제품(2009년부터~)
  - 석면시멘트 제품 - 석면슬레이트, 석면천장재, 석면칸막이(밤라이트), 압출성형시멘트판 등
  - 마찰제(차량용 브레이크 라이닝)

선진국(유럽연합, 일본, 호주, 뉴질랜드 등)은 새로운 건설 사업에 건강 및 안전상의 이유로 사용을 금지하고 있다. 석면 해체·제거 등과 관련된 라이선스 제도도 운영되고 있다.

#### 차량용 부품
석면을 배합할 때와 완성품을 천공할 때 주로 석면이 공기 중으로 발생하며 공기 중 석면농도는 0.2-2.0개/cc였다. 따라서 대한민국 노동부의 허용농도는 넘지 않으나 미국 OSHA의 기준인 0.1개/cc는 훨씬 초과하고 있었다.

#### 지하철 내 석면의 실태
서울 지하철의 경우, 1~5호선 건설에 석면이 사용되었다. 최근, 서초역, 방배역, 교대역, 시청역, 상왕십리역, 봉천역, 신림역, 영등포구청역, 한성대입구역, 길음역, 숙대입구역 등에서 석면이 대량 검출되어 지적이 잇따르고 있으며, 서울메트로는 현재 방배역의 석면을 철거조치하였다. 서울지하철 근무자들 중에서 석면으로 인한 폐 질환자가 발생하였다. 시민단체들은 서울메트로가 스크린도어, 광고TV등의 각종 시설물 공사를 하는 동안 석면이 비산했다고 주장했다.
또한, 부산 지하철의 경우에도 서면역 등에서 석면이 검출되어 시민단체들의 지적을 받았다.
한편, 대전 지하철은 석면으로부터 비교적 안전한 것으로 나타났다.

#### 한국내 관련법규
산업안전보건법(노동부)
- 석면 해체, 제거시의 안전, 보건조치(법 제38조의2부터 제38조의5까지 신설, 09년 2월)
- 화학물질 및 물리적인자의 노출기준(노동부고시 제2007-25호)
  - 노출기준 제정 발암성물질 - 석면, 모든 형태: T W A 0.1개/cm3
  - 총분진의 노출기준 -석면(길이 5 μm 이상): 0.1개/cm3, 0.2 mg/m3, 6 mg/m3
- 노동부 고시 제2007-26호 - 석면함유제품의 제조,수입,양도,제공 또는 사용 금지에 관한 고시
  - 제1조(목적) 이 고시는 산업안전보건법 제37조 및 동법시행령 제29조 제1항 제10호에 따라 제조, 수입, 양도, 제공 또는 사용이 금지되는 석면함유제품을 정함을 목적으로 한다.
  - 제2조(제조 등 금지) 누구든지 함유된 석면의 중량이 제품 중량의 0.1퍼센트를 초과하는 석면함유제품을 제조, 수입, 양도, 제공 또는 사용하여서는 아니 된다.
- 청석면, 갈석면은 제조, 수입, 사용 등 금지(법 제 37조, 97년 5월)
- 석면 등 기타 석면을 제조 또는 사용하고자 하는 경우 사전에 노동부장관의 허가 (법 제 38조, 91년 4월)
- 동일 작업장에서 석면의 제조, 사용작업 도급 금지(법 제28조, 91년 4월)
- 석면 취급 사업장 6월 1회이상 작업환경측정 의무화(법 제42조, 81년 12월)
- 석면 취급근로자 1년 1회이상 특수건강진단 실시(법 제 43조, 81년 12월)

관세법제16조의규정에의한석면등의관세율변경에관한규정
[제정 1988.2.24 대통령령 제12412호]
제1조(적용물품등) 관세법 제16조제1항의 규정에 의하여 관세율을 인하하는 물품과 그 세율 및 한계수량을 별표와같이 정한다.
제2조(용도의 제한) 이 규정의 적용을 받을 수 있는 물품은 내수용의 것에 한한다
부칙 <제12412호, 1988.2.24>
①(시행일) 이 영은 공포한 날로부터 시행하되, 1988년 6월 30일까지 수입신고되는 물품에 한하여 적용한다.
②(다른 법령의 개정) 대통령령 제12,348호 관세법제16조의규정에의한면사등의관세율변경에관한규정중 다음과 같이 개정한다.
[별표2]중 관세율표번호 5205·5509 및 5510의 한계수량란중 "16천메트릭톤"을 "20천메트릭톤"으로 한다
[석면안전관리법] 시행('12.4.29)으로 공공건물, 다중이용시설, 학교, 문화 및 집회시설, 의료시설, 노인 및 어린이 시설, 특수법인 등에 대한 건축물 석면관리제도 도입.

### 여러 국가 실태

#### 미국의 석면대책 역사
- 제2차 세계대전 이전까지 지구내 30%의 석면을 소비하는 최대의 소비국이었지만 노동환경문제로부터 석면대책이 시작되었다.
- 1972년 EPA(환경보호청)에서 석면을 ‘대기오염 물질’로 지정하고 OSHA(노동안전위생국)이 ‘석면취급 노동자 폭로허용기준을 5개/cc로 결정하였다.
- 1973년에는 EPA가 1% 이상의 석면을 함유하는 재료의 분무살포를 금지하였지만, 건축자재, 파이프의 보온, 발포물질, 콘크리트, 음향 절연물이나 단열재 목적으로 석면을 많이 사용하였다.
- 1982년 이후 석면은 미국의 산업계가 직면하고 있는 위험한 발암물질 중 최악의 것으로 취급하였으며, 또한 미국 환경청(EPA)의 환경보전법에는 석면을 ‘오염물질’ 및 ‘특정유해물질’로 규정하고 있다. EPA는 건물에서 석면을 제거하는 프로그램을 시작하였지만 결과적으로 건물을 그대로 놔두는 것이 안전하다는 것을 알 수 있었다.
- 1989년 환경보호청은 음료수 중의 석면농도 규체치를 NPT(미국 독성 프로그램)의 동물실험에 의한 독성 데이터를 기준으로하여 투과형 전자 현미경으로 관찰한 길이 10µg 이상의 석면 섬유로서 음료수 1L중에 700만 개를 안전기준으로 설정하였다.
- 1991년부터 석면 사용량이 해마다 감소하는 추세에 있으며 1994년 실내 공기질 새기준 등 석면에 대한 규제가 계속되고 있다.

#### 일본의 석면대책 역사
- 1960년대 석면 노동자의 가족이나 근처 주민들에게서 악성중피종등의 피해로 인하여 석면의 위험성이 밝혀진 후 주목하게 되었다.
- 1971년 환경청을 설치하여 석면을 특정화학물질로 규정하였으며, 1972년 1월에 개최된 ILO(국제노동기구) 직업암에 대한 전문가회의에서의 검토결과 및 WHO(세계보건기구)의 전문가회의에서의 검토결과를 토대로 노동성은 석면을 발암성물질로 규정하였다.
- 1975년 노동자의 건강장해방지를 위해 살포석면이 원칙적으로 금지되었으며 대기오염방지법에 대하여는 사전에 신고와 동시에 정부인가 단체에 의한 시공전후의 검사, 측정을 받고 시공허가에 따른 작업기준을 준수할 것이 의무화되어 신고시기는 공사의 시공자가 14일전에 제출하여야 한다. 제출처는 각시의 환경, 공해담당과이며 이러한 공사의 경우는 정부로부터의 융자제도가 [건축물의 방재개수에 따른 융자],[공해방지자금융자]있다. 석면을 특별관리 산업폐기물로 지정하여 엄격한 규제를 하는 것은 폭발성, 독성, 감염성, 타인의 건강이나 생활환경에 피해를 줄수 있는 물질이기 때문이며 폐기물처리법에 의거 그 처리 방법등이 엄격하게 규정되어 있다.
- 1980년대 북유럽 제국을 선두로 유럽 각국에서 석면 사용 금지 움직임이 시작된다. 미국, 영국 등에서 석면 사용량이 격감하자, 일부 석면관련업체 및 단체(일본의 석면협회 포함)가 독일이나 미국의 EPA에 대해 석면규제에 반대하는 항의서를 송부하고 '장래에 어떤 위험이 잠재되어 있을지도 모르는 미지의 대체 섬유를 사용하는 것보다는 석면을 충분히 알아 규제를 지키면서 사용하는 것이 보다 현명하다'는 궤변을 주장했다.[16]

- 일본의 법적규제

일본에서는 살포석면이 1975년에 노동자의 건강장해방지를 위해 원칙적으로 금지되었으며 대기 오염방지법에 대하여는 사전에 신고와 동시에 정부인가 단체에 의한 시공전후의 검사, 측정을 받고 시공허가에 따른 작업기준을 준수할 것이 의무화되어 신고시기는 공사의 시공자가 14일전에 제출하여야 한다. 제출처는 각시의 환경,공해 담당과이며 이러한 공사의 경우는 정부로부터의 융자제도가 [건축물의 방재개수에 따른 융자],[공해방지 자금융자]있다. 석면을 특별관리 산업폐기물로 지정하여 엄격한 규제를 하는 것은 폭발성, 독성, 감염성, 타인의 건강이나 생활환경에 피해를 줄 수 있는 물질이기 때문이며 폐기물 처리법에 의거 그 처리 방법등이 엄하게 규정되어 있다.

#### 영국의 석면대책 역사
- 석면에 의한 사망자수는 매년 3000～3500명으로 추정하고 있으며, 석면 사용과 취급을 관리하기 위해서 강제 규정을 만들었다. 영국에서 직업적인 석면노출에 적용하는 관리 규정은 원칙적으로 MELs에 따르며 건강에 기초를 둔 제한을 의미하는 것은 아니다.[18]

#### 대한민국의 석면대책 역사
- 석면은 1960년대의 경제개발과 함께 산업사회에서 광범위하고 대량으로 사용되기 시작하였으나, 당시에는 법적 규제가 미비하여 석면분진에 노출되는 경우가 많았다.
- 1990년대에 들어와서도 수입량이 감소하지 않다가, 1990년대 후반에 와서야 석면이 사회문제로 부각되자 조금씩 감소하는 추세다.
- 노동부는 석면의 작업환경 노출기준을 현행 2개/cc에서 미국과 같은 수준인 0.1개/cc로 20배 강화하여 2003년 1월부터 시행토록 한다는 내용을 2001년 10월에 발표하였지만, 다른 나라에 비하여 규제가 얼마나 늦고 있는지 알 수 있다.

## 석면의 대체 품목 및 문제점
석면의 사용이 금지되거나 사용량이 급감한 미국과 유럽을 중심으로 석면 대체품의 개발이 활발하게 진전되어 현재에는 아주 특수한 경우를 제외하고는 거의 모든 대체품이 개발됨으로써 더 이상 석면을 사용할 필요가 없게 되었다.
- 유리섬유: 유리의 원료인 모래를 1500 °C의 고온에서 용융한 다음 고속 원심원리 공법으로 섬유화시킨 후에 바인더를 사용하여 매트 보드 형태로 성형한 인조광물섬유로서 미세한 섬유가 연속기공을 형성하고 있으므로 보온, 단열 및 흡음재로 사용되는 재료이다.
- 암면: 암석으로부터 인공적으로 제조된 내열성이 높은 광물섬유로서 불연성, 경량성, 단열성, 흡음성, 내구성의 특징을 갖추어 건축설비, 플랜트 설비의 단열재 및 방·내화 재료로 널리 사용되고 있는 석면의 대체품이다.
- 폴리올레핀 섬유(Polyolefin Wool): 폴리올레핀 섬유는 긴 사슬 모양의 중합체로서 단량체로는 에티렌, 프로피렌, 오피렌으로 구성되어 있다. 대부분은 0.1-2 µm 직경을 가지고 있는 것을 제외하고는 흡입노출이 안되는 크기의 직경을 가지고 있다. 폴리올레핀 섬유는 소수성으로서 실온에서 다양한 무기산, 염기 그리고 유기용매와 반응하지 않으며, 낮은 융점(116-179 °C)과 산화성 물질에 약한 특성을 지니고 있다.
  -     - 문제점: 유리섬유, 세라믹 섬유는 생물학적으로 유해성이 증명되고 있어 적절한 선택이 필요하다. 유리섬유, 암면 등의 인조광물섬유가 인체에 미치는 영향에 대한 의학적 연구는 석면이 문제화되면서 석면의 용도를 대체하던 인조광물섬유의 발암성에 대한 우려가 있었기 때문에 세계보건기구(WHO), 국제암연구기관(IARC), 국제노동기구(ILO), 미국섬유제조협회(NAIMA), 등 세계 각국의 기관에서 실시되고 그 연구 결과를 밝히게 되었다. 1993년에 세계보건기구의 연구진은 호흡성, 생체 영속성 섬유는 반드시 독성과 발암성에 대한 테스트를 해야 한다는 기준을 정하게 되었다. IPCS는 어떠한 호흡성, 내구성 섬유에의 노출도 석면보다 낮은 수준의 통제가 있어도 충분하다는 결과가 나오기전까지는 석면과 같은 수준의 통제가 있어야 한다고 조언한다.

## 석면의 사실적 쟁점
- 석면(asbestos)은 자연계에서 산출되는 섬유상 광물질의 총칭으로 인장내력과 유연성이 뛰어나고, 불연성과 내마모성, 절연성 등의 여러 가지 특성 때문에 석면제품은 우리 일상생활에 대단히 유용한 물질로 쓰인다.

- 산업적으로 1940년대부터 미국을 비롯한 여러 선진국에서 석면이 건강에 미치는 영향이 알려지지 않은 채 건축용 시멘트를 비롯한 군함의 단열재로 많이 사용되어 왔으나 20년이 지난 1960년대 이후 석면에 노출되었던 많은 근로자 중에서 중피종, 폐암등의 암과 석면페가 많이 발생되어 석면이 유해성이 알려지게 되었다. 대한민국의 경우 노동부에서 석면관련 규정을 제정하여 갈석면 및 청석면을 금지물질로 지정하여 제조, 수입, 사용을 금지한 바 있으며, 2001년 9월 노동부의 보도자료에 따르면 공식적으로 17명의 석면에 의한 직업병이 발견되었다.[20]

- 인체에 석면폐(asbestosis), 중피종(mesothelioma), 폐암(lung cancer)등을 유발하는 물질이기 때문에 산업안전보건법에 특별한 관리가 요구되는 금지물질, 허가물질, 특정화학물질로 지정되어 있다.

- 석면에 노출된 근로자의 피해사례보고가 늘어나고 있고 석면과 유사한 대체물질의 수입이 늘어나면서 석면의 유해성에 대한 많은 논란이 일어나고 있어 정확한 석면 분석방법이 요구되고 있다. 그리고 석면은 종류별로 그 노출기준과 유해성의 차이가 있으므로 석면의 종류를 분석하는 것도 중요한 일이 되었다.[21]

- 석면의 처리에는 크게 나누어 완전히 제거하는 방법, 아크릴 수지와 같은 비산 방지제를 뿌려 석면을 굳히는 약품처리 방법, 살포 석면에서 비산되는 석면섬유가 실내에 비산하지 않도록 천장판 등을 붙여 비산을 방지하는 등의 세가지 방법이 있다.

- 석면 폐기물은 플라즈마 용융으로 무해화하는 원리를 이용하여 처리하는 기술이 개발되었고, 또한 이 실험에서 얻어진 슬러그는 분쇄한 돌과 혼합하여 도로 하층의 노반 재료로서 재이용할 수 있음을 실험적으로 확인하였으며, 금후에는 재이용 분야를 몰타르재 등으로 확대해 나갈 방침이라고 하였다.[22]

## 같이 보기
- 대한민국 석면파동

### 규제 관련
- U.S. EPA Asbestos Home Page
- ATSDR Case Studies in Environmental Medicine: Asbestos Toxicity 보관됨 2010-10-08 - 웨이백 머신 U.S. Department of Health and Human Services
- Asbestos and Occupational Health in the World
- British Government Health and Safety Executive (HSE)
- National Institute for Occupational Safety and Health - Asbestos Page
- Control of Asbestos in Singapore

### 채굴 관련
- Parachrysotile (asbestos) at the webmineral.com Mineral Database
- Univ. of Minn.: Asbestos
- Asbestos Newspaper Articles Archive 보관됨 2019-04-02 - 웨이백 머신
- White Gold Pioneers: Asbestos Mining 보관됨 2010-01-03 - 웨이백 머신—The origins of asbestos mining, illustrated with many early photographs

### 건강과 환경 관련
- About Your House — General Series — Asbestos
- Hazards magazine's comprehensive asbestos resource pages
- The Miracle Mineral Fiber - Asbestos
- CBC Digital Archives - Asbestos: Magic mineral or deadly dust?
- An article on the health impact of asbestos from Liverpool's 'Nerve' magazine
- The Wittenoom Tragedy 보관됨 2007-10-09 - 웨이백 머신, Asbestos Diseases Society of Australia.
- Health and Safety - Asbestosis (TUC Resources, UK)
- International Asbestos Victims Memorial
- About Asbestos European Agency for Safety and Health at Work (OSHA)
- Asbestos contamination near abandoned mine
- Asbestos Health Risk Assessment
- A USGS map of "Naturally Occurring Asbestos" in Eastern America
- Shipbuilding's Deadly Legacy 보관됨 2009-06-18 - 웨이백 머신 (series of articles from a Newspaper local to Hampton Roads, VA)
- EPA refused to warn of asbestos dangers 보관됨 2009-03-08 - 웨이백 머신
- Asbestos Danger: Do You Have Zonolite In Your Attic?
- A guide to asbestos in the home (From The Wrekin Housing Trust)